# Frankolin zebroszyi
Frankolin zebroszyi (Scleroptila streptophora) – gatunek średniej wielkości afrykańskiego ptaka z rodziny kurowatych (Phasianidae). Osiadły.

## Systematyka
Gatunek monotypowy.

## Morfologia
Wygląd zewnętrzny: Ptak o pokroju zbliżonym do kuropatwy. Cechy charakterystyczne to czarno-biało prążkowana kryza sięgająca od górnej części piersi do grzbietu. Samica ubarwiona podobnie do samca, ma ciemnobrązową czapeczkę i prążkowany wierzch.
Rozmiary: długość ciała: ok. 33 cm.
Masa ciała: dwa schwytane samce ważyły 364 i 406 g.

## Występowanie

### Środowisko
Skaliste stoki wzgórz z luźną roślinnością, tereny trawiaste i uprawy 600–1800 m n.p.m.

### Zasięg występowania
Żyje w kilku izolowanych populacjach: w Ugandzie, zachodniej Kenii, na granicy Rwandy, Burundi i Tanzanii oraz na wyżynach Kamerunu.

## Pożywienie
Owady i nasiona.

## Rozród
Gatunek najprawdopodobniej monogamiczny.
Gniazdo to płytkie zagłębienie w ziemi ze skąpą wyściółką, zwykle ukryte wśród skał.
Okres lęgowy zależy od regionu: na początku pory deszczowej (w kwietniu) w Ugandzie, w czasie pory suchej (grudzień–marzec) w Kenii.
Jaja: znosi 4–5 jaj.

## Status, zagrożenie i ochrona
W Czerwonej księdze gatunków zagrożonych IUCN frankolin zebroszyi od 2024 roku klasyfikowany jest jako gatunek najmniejszej troski (LC – Least Concern); wcześniej uznawano go za gatunek bliski zagrożenia (NT – Near Threatened). Liczebność populacji nie została oszacowana. Dawniej był to ptak pospolity lub bardzo pospolity, obecnie (2024) wydaje się dość pospolity w Tanzanii i północnej Ugandzie, w Kenii zaś notowany jest bardzo rzadko. Trend liczebności oceniany jest jako spadkowy. Brakuje dokładnych informacji o przyczynach spadku liczebności, choć przypuszcza się, że głównie przyczyniły się do tego ekspansja rolnictwa i intensywny wypas zwierząt hodowlanych.